# Tönchesberg
Der Tönchesberg ist ein erloschener Vulkan ca. 2,5 Kilometer südöstlich von Kruft in der Vulkaneifel. Es handelt sich um einen Schlackenkegel, der heute fast völlig abgebaut ist.
Der Tönchesberg ist Teil einer Gruppe von Schlackenkegelkomplexen, zu denen auch die benachbarten Wannenköpfe und der Eppelsberg gehören. Er brach das letzte Mal vor etwa 160.000-165.000 Jahren während der vorletzten Eiszeit (Saale-Kaltzeit) im Pleistozän aus. Durch geomagnetische Untersuchungen konnten mindestens neun verschiedene Eruptionszentren als Lieferanten der Tönchesbergsedimente ausgemacht werden.
Ein charakteristisches Merkmal des Tönchesberges sind fehlende Lavaströme sowie disparate Schlacken, die geochemisch einen basanitischen bis tephritischen Charakter aufweisen.
Die hämatithaltigen Schlacken sind reich an Nebengesteinsmaterial. Das Nebengestein wurde mit nach oben gefördert und setzt sich zusammen aus gefritteten Quarziten und devonischem Tonschiefern. Die Schlacken sind außerdem reich an Nebengemenganteilen wie Hornblende, basaltischer Augit, Feldspat und Glimmer (Phlogopit).